# Clear Creek State Park Day Use District
Ne doit pas être confondu avec Clear Creek State Park Family Cabin District.
Le Clear Creek State Park Day Use District est un district historique dans le comté de Jefferson, en Pennsylvanie, aux États-Unis. Situé au sein du parc d'État de Clear Creek, ce district emploie le style rustique du National Park Service. Il est inscrit au Registre national des lieux historiques depuis le 11 février 1987.